# Верхняя Река (округ Гамбии)
Ве́рхняя Река́ (англ. Upper River) — округ на востоке Гамбии. Административный центр — город Бассе-Санта-Су. Площадь — 2 070 км², население — 198 773 человека (2010 год).

## География
На западе граничит с округом Центральная Река, на севере, востоке и юге с Сенегалом. Через всю территорию округа с востока на запад протекает река Гамбия.

## Административное деление
Административно округ подразделяется на 4 района:

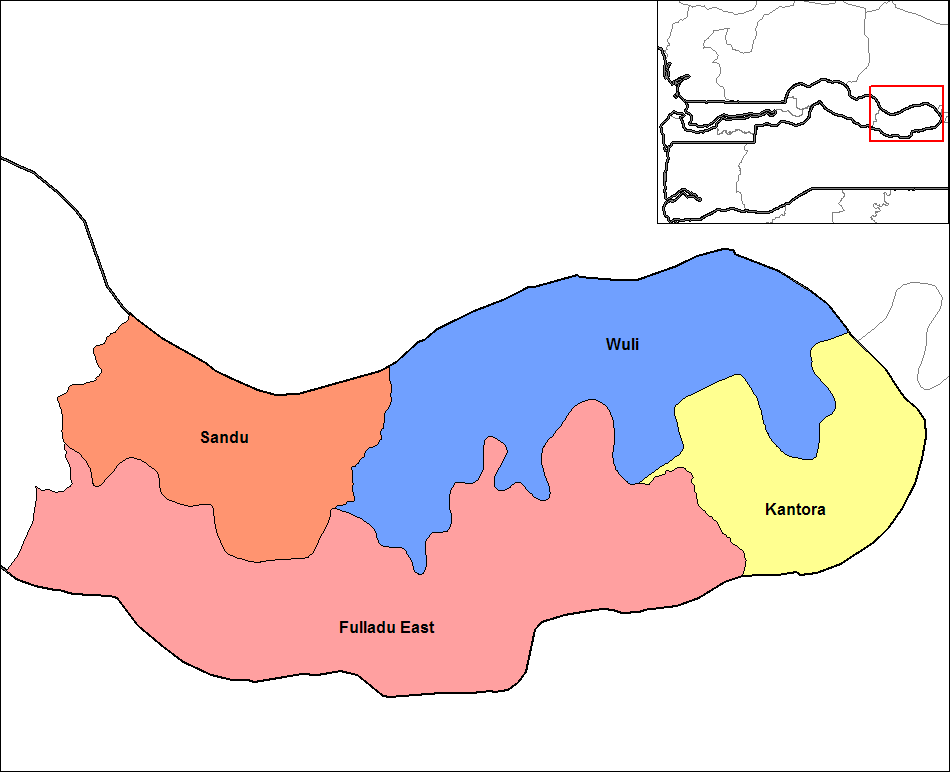
Административное деление округа

- Восточный Фулладу
- Кантора
- Санду
- Вули